# 사랑해 (마이티 마우스의 노래)
〈사랑해〉은 2008년 3월 3일 발매된 마이티 마우스의 데뷔 음반이자 첫 번째 싱글이다.

## 특징
- 윤은혜가 피쳐링해 화제가 되었다.
- KBS 뮤직뱅크에서 방송 출연 2주 만에 여성 그룹 쥬얼리와 함께 1위 후보에 올랐다[1].

## 트랙 리스트
| #  | 제목                      | 재생 시간 |
| -- | ------------------------- | --------- |
| 1. | 〈사랑해 (Feat. 윤은혜)〉 |           |
| 2. | 〈Movie Star〉            |           |
| 3. | 〈사랑해 (Radio Edit)〉   |           |
| 4. | 〈사랑해 (Inst.)〉        |           |
| 5. | 〈Movie Star (Inst.)〉    |           |